# Lomítko
Lomítko (/) je interpunkční znaménko, užívané zejména v odborných textech a formulářích. Slouží především k vyznačení alternativ, v zásadě nahrazuje spojku nebo; případně i k jinému členění textu. Lomítko se neodděluje mezerami, pokud člení neslovné nebo jednoslovné výrazy, v opačném případě je lépe ho mezerami oddělovat:
- učitel/ka,
- pan/paní,
- Vážený pane / vážená paní

V odborných textech se užívá pro naznačení členění textu, zejména pro označení konce řádku při doslovném přepisu. Lomítkem se pak oddělují např. jednotlivé verše při přepisu básní nebo konce řádků při přepisu nápisů epigrafických památek.
V matematice se lomítko používá jako jedna se značek pro matematickou operaci dělení, např. {\displaystyle p/q}, méně náročnou na místo než zlomková čára; v tom případě má být před ním i za ním malá mezera jako u každého binárního operátoru. Dále se používá pro zápis číselného zlomku, např. 1/2; v tom případě bez mezery, protože nejde už o operaci, ale o jeden ze zápisů čísla 0,5.
Specifický význam má lomítko v počítačích (odděluje adresáře) a v programovacích jazycích. Používá se i dvojité lomítko („//“) a zpětné lomítko („\“).
V minulosti se lomítko užívalo také jako závorka, protože na starých psacích strojích někdy znak závorky chyběl.